# Elecciones presidenciales de Rumania de 2025
Las elecciones presidenciales se realizaron en Rumania entre el 4 y el 18 de mayo de 2025. Las elecciones estaban programadas para enero de 2025 tras la anulación de las elecciones presidenciales de 2024 citando la supuesta injerencia rusa a favor del ganador de la primera vuelta, Călin Georgescu. La campaña se ha caracterizado por la inestabilidad política y una serie de importantes protestas en curso contra la anulación. El 7 de marzo, se prohibió a Georgescu presentarse a la espera de varias investigaciones penales, y el líder del partido AUR, George Simion, anunció su candidatura en lugar de Georgescu.

## Antecedentes

### Elecciones presidenciales de 2024
El 6 de diciembre de 2024, las elecciones presidenciales de 2024 fueron anuladas por el Tribunal Constitucional de Rumania, 48 horas antes de que se celebrara la segunda vuelta, debido a la presunta intervención rusa a favor del candidato independiente, Călin Georgescu, que tomó una ventaja sorprendente en la primera vuelta con el 23% de los votos. CSAT dijo que la campaña era "idéntica" a la campaña en línea lanzada por Rusia antes de su invasión de Ucrania y que llevó a la cancelación de la primera ronda. El 20 de diciembre se publicó una investigación que mostraba que el PNL aparentemente había pagado una de las campañas de TikTok. Sin embargo, el presidente interino del PNL, Ilie Bolojan, ha declarado que la campaña fue alterada ilegalmente para favorecer a Georgescu, aunque no ha culpado a la empresa con la que trabajaban por esta alteración.

### Renuncia del presidente Klaus Iohannis
Tras la anulación de las elecciones presidenciales de 2024 en diciembre, el Tribunal Constitucional permitió a Iohannis permanecer como presidente hasta que su sucesor pudiera prestar juramento. Sin embargo, el 10 de febrero, tras un intento de los miembros del Parlamento de destituirlo, Iohannis anunció que dimitiría el 12 de febrero. El presidente del Senado, Ilie Bolojan, asumió el cargo de presidente interino hasta las elecciones.

### Inhabilitación contra Georgescu y candidatura de Simion
El 26 de febrero de 2025, Georgescu fue detenido por la policía en el tráfico, mientras supuestamente se dirigía a inscribirse en las elecciones. Fue acusado de seis delitos, entre ellos incitación a acciones contra el orden constitucional y apoyo a grupos fascistas. Se han impuesto medidas preventivas, incluido el control judicial, y una prohibición de 60 días de publicar en las redes sociales materiales xenófobos y antisemitas (aunque tales acciones son ilegales en Rumania, a pesar de todo).La policía encontró 10 millones de dólares y billetes de avión con destino a Moscú escondidos en la residencia de su guardaespaldas. También se encontraron con lingotes de oro, más dinero, municiones y armas de fuego en las residencias de personas supuestamente relacionadas con Georgescu.En los informes electorales escribió que su campaña electoral costó 0 euros;mientras que informes realizados por la prensa independiente estiman que el coste de su campaña electoral fue de 50 millones de euros. El 7 de marzo, Georgescu presentó su candidatura a la Oficina Electoral Central, siendo rechazada dos días después, lo que provocó nuevas protestas. En consecuencia, George Simion llegó a la Oficina Electoral Central el 14 de marzo acompañado por el ex primer ministro polaco Mateusz Morawiecki para presentar su candidatura tras recoger 604.000 firmas, por encima del requisito mínimo de 200.000. La CEB aprobó su candidatura al día siguiente, que también era la fecha límite para que los candidatos se registraran, con Simion declarando: «Aprobamos el BEC, ahora veamos si aprobamos el CCR y volvemos a la democracia». La CCR validó su candidatura un día después, así como las de Nicușor Dan y Victor Ponta.

## Fecha de la elección
La fecha de la primera vuelta se había especulado inicialmente para el 23 de marzo de 2025, con la segunda vuelta dos semanas después (6 de abril de 2025). A principios de enero, estas fechas quedaron obsoletas, ya que la ley para elegir al presidente de Rumanía exige un mínimo de 75 días entre el día de las elecciones y el día en que se convocan las elecciones. El 8 de enero, la coalición fijó las fechas de las elecciones. La primera ronda está programada para el 4 de mayo de 2025 y la segunda ronda dos semanas después (18 de mayo de 2025).
| Fecha         | Evento |
| ------------- | --- |
| 8 de enero    | El gobierno fija la fecha de las elecciones (primera vuelta el 4 de mayo de 2025)                                         |
| 20 de febrero | Se constituye la Oficina Electoral Central (BEC)                                                                          |
| 21 de febrero | Se finaliza el BEC (los representantes de los partidos parlamentarios)                                                    |
| 23 de febrero | Fecha límite para inscripción de alianzas electorales en BEC                                                              |
| 15 de marzo   | Fecha límite para inscripción de los candidatos ante el BEC                                                               |
| 17 de marzo   | Fecha límite para que BEC valide o rechace a los candidatos inscritos el 15 de marzo (48 horas después de la inscripción) |
| 19 de marzo   | Plazo para presentar reclamos ante la CCR contra la decisión de la BEC (de validación o rechazo de una candidatura)       |
| 20 de marzo   | Anuncio de las candidaturas                                                                                               |
| 22 de marzo   | BEC determina el orden de los candidatos en la papeleta (sorteo)                                                          |
| 4 de abril    | Inicio de la campaña electoral                                                                                            |
| 2 de mayo     | Fin de la campaña electoral                                                                                               |
| 4 de mayo     | Día de la elección |

## Sistema electoral
El presidente de Rumania es elegido por mayoría absoluta (50% +1), si ningún candidato obtiene mayoría absoluta (50% +1) se realiza una segunda vuelta entre los dos candidatos más votados de la primera vuelta.
Un ciudadano solo puede ocupar la presidencia por un máximo de dos términos de 5 años cada uno, mandatos que pueden ser tanto consecutivos como no consecutivos.
Los candidatos propuestos por partidos (un candidato por partido político) y alianzas políticas (los partidos miembros no pueden proponer candidatos por separado), así como candidatos independientes, sólo pueden presentarse si cuentan con el apoyo de al menos 200 000 votantes, según la ley. Un elector puede nominar a más de un candidato.

## Candidatos

Dan y Simion durante un debate de Euronews, 8 de mayo de 2025

La Oficina Electoral Central (OEC) se constituyó el 21 de febrero de 2025. La fecha límite para registrar alianzas electorales en la OEC fue el 23 de febrero de 2025. En ese plazo, sólo se había registrado una alianza electoral, entre el gobernante PSD, PNL y UDMR, llamada Alianza Electoral Avanzada de Rumania (Alianța Electorală România Înainte; A.Ro para abreviar).
Las personas que deseen postularse para el cargo podrán comenzar a reunir firmas de apoyo (un mínimo de 200.000) después del 23 de febrero. La fecha límite para registrar la candidatura en el OEC es el 15 de marzo de 2025, a las 23:59:59. Todas las candidaturas validadas por la OEC deben pasar el escrutinio del Tribunal Constitucional de Rumania. El 22 de marzo, se llevó a cabo un sorteo aleatorio, colocando a Simion en la primera posición en la boleta y a Nicușor Dan en la última.

### Candidatos registrados en orden de votación
| Nombre | Nombre            | Campaña y eslogan | Cargos ocupados                                                                                       | Afiliación política | Fecha de registro   | Ref.   |
| ------ | ----------------- | --- | --- | --- | ------------------- | ------ |
|        | George Simion     | Democrație (literalmente 'Democracia') | Diputado (desde 2020)                                                                                 | Alianza para la Unión de los Rumanos Apoyado por: Partido de los Jóvenes                                                            | 15 de marzo de 2025 | [ 20 ] |
|        | Crin Antonescu    | România, înainte! (lit. 'Rumanía, ¡Adelante!')                                                                                                 | Presidente interino (2012) presidente del Senado (2012-2014) senador (2008-2016) diputado (1992-2008) | Independiente Apoyado por: Partido Nacional Liberal Partido Socialdemócrata, Unión Democrática de Húngaros, Minorías Nacionales     | 9 de marzo de 2025  | [ 21 ] |
|        | Elena Lasconi     | Am curaj să fac dreptate! (lit. '¡Tengo coraje para hacer justicia!')                                                                          | Alcaldesa de Câmpulung (desde 2020)                                                                   | Unión Salvar Rumanía | 13 de marzo de 2025 | [ 21 ] |
|        | Cristian Terheș   | Credincios națiunii române (lit. 'Fiel a la nación rumana')                                                                                    | Diputado al Parlamento Europeo (Desde 2019)                                                           | Partido Nacional Conservador Rumano                                                                                                 | 13 de marzo de 2025 | [ 22 ] |
|        | Lavinia Șandru    | România Reală (lit. 'Rumania Real') | Diputada (2004-2008)                                                                                  | Partido Social Liberal Humanista | 14 de marzo de 2025 | [ 23 ] |
|        | Victor Ponta      | România pe primul loc! (lit. '¡Rumanía primero!')                                                                                              | Primer ministro de Rumania (2012-2015)                                                                | Independiente | 12 de marzo de 2025 | [ 24 ] |
|        | Sebastian Popescu | No hay información sobre su campaña | Sin cargos previos                                                                                    | Partido Nuevo Rumania | 15 de marzo de 2025 | [ 20 ] |
|        | Silviu Predoiu    | Competență. Carácter. Curaj. (lit. «Competencia. Carácter. Valor.')                                                                            | Primer subjefe del Servicio de Inteligencia Exterior (2005-2018)                                      | Partido de la Liga de Acción Nacional                                                                                               | 17 de marzo de 2025 |        |
|        | John Ion Banu     | Democrația și Civilizația trebuiesc apărate de către cetățeni (lit. 'La democracia y la civilización deben ser defendidas por los ciudadanos') | Sin cargos previos                                                                                    | Independiente | 14 de marzo de 2025 |        |
|        | Daniel Funeriu    | Asta-i direcția! (lit. '¡Esta es la dirección!')                                                                                               | Ministro de Educación (2008-2012)                                                                     | Independiente | 17 de marzo de 2025 |        |
|        | Nicușor Dan       | România Onestă (lit. 'Rumanía honesta') | Alcalde de Bucarest (desde 2020)                                                                      | Independiente Apoyado por: Justicia y respeto en Europa para todos los partidos Partido del Movimiento Popular Fuerza de la Derecha | 7 de marzo de 2025  | [ 25 ] |

### Candidatos rechazados
| Nombre          | Cargos ocupados | Afiliación política                                                                    | Fechas                                                 | Ref. |
| --------------- | --- | -------------------------------------------------------------------------------------- | ------------------------------------------------------ | ---- |
| Călin Georgescu | Director ejecutivo del Instituto del Índice Global de Sostenibilidad de las Naciones Unidas en Ginebra (2015-2016) | Independiente Apoyado por: Alianza para la Unión de los Rumanos Partido de los Jóvenes | Registro: 7 de marzo de 2025 Veto: 11 de marzo de 2025 |      |

## Encuestas de opinión

### Después de las registraciones
| Encuestadora   | Fecha                         | Muestra | Margen de error | Simion AUR | Dan Ind. | Antonescu Ind. | Ponta Ind. | Lasconi USR | Șandru PUSL | Funeriu Ind. | Terheș PNCR | Banu Ind. | Popescu PNR | Predoiu PLAN | Otros |
| -------------- | ----------------------------- | ------- | --------------- | ---------- | -------- | -------------- | ---------- | ----------- | ----------- | ------------ | ----------- | --------- | ----------- | ------------ | ----- |
| Encuestadora   | Fecha                         | Muestra | Margen de error |            |          |                |            |             |             |              |             |           |             |              | Otros |
| AtlasIntel     | 28 de abril-1 de mayo de 2025 | 3,247   | ± 2%            | 31%        | 23%      | 25%            | 11.6%      | 6.5%        | 1.1%        | 0.4%         | 0.8%        | —         | —           | —            | 0.6%  |
| Sociopol       | 28-30 Apr 2025                | 1,003   | ± 3.2%          | 34%        | 19%      | 19%            | 22%        | 5%          | —           | —            | —           | —         | —           | —            | 1%    |
| Noi, Cetățenii | 24–30 Apr 2025                | 1,378   | ± 2.6%          | 30.5%      | 26.5%    | 20.5%          | 10.4%      | 8.6%        | —           | 2.6%         | —           | —         | —           | —            | 0.9%  |
| MKOR           | 24–27 Apr 2025                | 1,750   | ± 2.5%          | 33.1%      | 19.4%    | 21%            | 14.8%      | 7.3%        | 2.2%        | 0.6%         | 0.6%        | 0.9%      | —           | 0.2%         | —     |
| FlashData      | 24-26 Apr 2025                | 7,500   | ± 3.5%          | 29%        | 23%      | 26%            | 8%         | 7.5%        | 2.1%        | 1.2%         | 0.2%        | —         | —           | —            | 3%    |
| Sociopol       | 24-26 Abr 2025                | 1,001   | ± 3.2%          | 35%        | 16%      | 17%            | 23%        | 8%          | —           | —            | —           | —         | —           | —            | 1%    |
| ARA            | 21-25 Abr 2025                | 1,115   | ± 3%            | 26.8%      | 20%      | 26.2%          | 10.5%      | 10%         | 3.5%        | —            | —           | —         | —           | —            | 3%    |
| DataEcho       | 22-24 Abr 2025                | 2,607   | ± 2.5%          | 26.7%      | 26.5%    | 20.3%          | 14.4%      | 6.6%        | 1.1%        | 0.4%         | 0.2%        | 0.9%      | —           | 0.3%         | 1.5%  |
| Sociopol       | 21-23 Abr 2025                | 1,002   | ± 3.2%          | 34%        | 16%      | 16%            | 23%        | 10%         | —           | —            | —           | —         | —           | —            | 1%    |
| AtlasIntel     | 17-22 Abr 2025                | 3,701   | ± 2%            | 33.3%      | 23%      | 23.6%          | 10.7%      | 5.7%        | 1.1%        | 0.9%         | 0.3%        | —         | —           | —            | 1.3%  |
| ARA            | 15–19 Abr 2025                | 1,107   | ± 3%            | 26.5%      | 19.5%    | 26%            | 11%        | 10%         | 3.5%        | —            | —           | —         | —           | —            | 3.5%  |
| Sociopol       | 14–17 Abr 2025                | 1,005   | ± 3.2%          | 35%        | 14%      | 17%            | 22%        | 11%         | —           | —            | —           | —         | —           | —            | 1%    |
| IRSOP          | 4-14 Abr 2025                 | 1,030   | ± 3%            | 31%        | 28%      | 17%            | 18%        | 4%          | —           | —            | —           | —         | —           | —            | 2%    |
| AtlasIntel     | 10-13 Abr 2025                | 2,994   | ± 2%            | 34.4%      | 21.8%    | 25.5%          | 10%        | 5.2%        | —           | —            | —           | —         | —           | —            | 3.1%  |
| DataEcho       | 10-11 Abr 2025                | 3,562   | ± 2,6%          | 24.9%      | 29.5%    | 22.8%          | 10.9%      | 9.1%        | 0.3%        | 0.8%         | 0.2%        | 0.4%      | —           | 0.2%         | 1%    |
| Noi, Cetățenii | 28 Mar–8 Abr 2025             | 1,488   | ± 2,5%          | 30%        | 29.6%    | 19.6%          | 8.3%       | 7.8%        | —           | 2.1%         | —           | —         | —           | —            | 2.7%  |
| USR            | 2–7 Abr 2025                  | —       | —               | 40.8%      | 16.9%    | 14.5%          | 20.4%      | 4.1%        | —           | —            | —           | —         | —           | —            | 3.3%  |
| FlashData      | 3–5 Abr 2025                  | 7,500   | ± 3,5%          | 28%        | 23%      | 26%            | 9%         | 6%          | 4,6%        | 1,5%         | 0,5%        | —         | 0,1%        | 0,2%         | 1,1%  |
| Sociopol       | 31 Mar–4 Abr 2025             | 1,007   | ± 3,2%          | 35%        | 16%      | 15%            | 23%        | 10%         | —           | —            | —           | —         | —           | —            | 1%    |
| MKOR           | 26–28 Mar 2025                | 1,500   | ± 2,5%          | 31.2%      | 22.7%    | 18.8%          | 17.1%      | 5.3%        | 1.1%        | 0.6%         | 2.2%        | 0.4%      | 0.4%        | 0.3%         | —     |
| Verifield      | 24–28 Mar 2025                | 1,100   | ± 2,95%         | 35.0%      | 20.8%    | 16.4%          | 21.1%      | 4.3%        | 0.7%        | 1.1%         | 0.3%        | —         | —           | —            | 0.3%  |
| ARA            | 18–25 Mar 2025                | 1,015   | ± 3%            | 27%        | 18%      | 24%            | 11%        | 12%         | 3%          | —            | —           | —         | —           | —            | 5%    |
| Avangarde      | 19–23 Mar 2025                | 1,300   | ± 2,3%          | 30%        | 21%      | 23%            | 14%        | 8%          | —           | 1%           | —           | —         | —           | —            | 3%    |
| CURS           | 19–22 Mar 2025                | 1,203   | ± 2,8%          | 29%        | 18%      | 22%            | 13%        | 12%         | —           | —            | —           | —         | —           | —            | 6%    |
| Sociopol       | 17–18 Mar 2025                | 1,005   | —               | 37%        | 16%      | 14%            | 22%        | 10%         | —           | 1%           | —           | —         | —           | —            | —     |

### Antes de las registraciones
| Encuesta    | Fecha            | Muestra | Georgescu Ind. | Lasconi USR    | Simion AUR | Becali AUR | Bolojan PNL | Antonescu PNL | Dan Ind. | Șoșoacă S.O.S. | Funeriu Ind. | Ponta PRO | Otro |   |   |      |      |
| ----------- | ---------------- | ------- | -------------- | -------------- | ---------- | ---------- | ----------- | ------------- | -------- | -------------- | ------------ | --------- | ---- | - | - | ---- | ---- |
| Encuesta    | Fecha            | Muestra | MKOR           | 25-28 Feb 2025 | 1.100      | 44.1%      | 9.4%        | 0.6%          | 1.8%     | 14.7%          | 8.9%         | 14.2%     | Otro | — | — | 4.2% | 2.1% |
| Verifield   | 14-28 Feb 2025   | 1.000   | 41.1%          | 7.0%           | —          | —          | —           | 18.5%         | 12.4%    | 3.0%           | 1.0%         | —         | 17%  |   |   |      |      |
| AtlasIntel  | 21-24 Feb 2025   | 2.947   | 38.4%          | 5.8%           | 0.9%       | —          | —           | 15.8%         | 25.4%    | —              | —            | 7.5%      | 6.2% |   |   |      |      |
| FlashData   | 14-16 Feb 2025   | 7.500   | 37%            | 9%             | —          | —          | 17%         | 21%           | 3%       | 1%             | 5%           | 1%        |      |   |   |      |      |
| Sociopol    | 10-14 Feb 2025   | 1.001   | 45%            | 10%            | 6%         | —          | —           | 10%           | 10%      | 2%             | —            | 16%       | 1%   |   |   |      |      |
| Sociopol    | 10-14 Feb 2025   | 1.001   | —              | 9%             | 24%        | —          | —           | 14%           | 16%      | 9%             | —            | 22%       | 1%   |   |   |      |      |
| Sociopol    | 27–30 Jan 2025   | 1.003   | 47%            | 8%             | 4%         | —          | —           | 10%           | 10%      | 4%             | —            | 16%       | 1%   |   |   |      |      |
| Sociopol    | 27–30 Jan 2025   | 1.003   | —              | 9%             | 24%        | —          | —           | 14%           | 16%      | 14%            | —            | 22%       | 1%   |   |   |      |      |
| CURS        | 21–25 Jan 2025   | 1.100   | 37%            | 7%             | —          | —          | —           | 18%           | 21%      | 4%             | —            | —         | 13%  |   |   |      |      |
| CURS        | 21–25 Jan 2025   | 1.100   | —              | 13%            | 25%        | —          | —           | 23%           | 24%      | —              | —            | —         | 15%  |   |   |      |      |
| Avangarde   | 10–16 Jan 2025   | 1.354   | 38%            | 6%             | 6%         | —          | —           | 25%           | 17%      | 5%             | —            | —         | 3%   |   |   |      |      |
| Sociopol    | 10 - 15 Ene 2025 | 1,001   | 50.0           | 10.0           | 6.0        | —          | —           | 8.0           | 10.0     | —              | —            | 15.0      | 1.0  |   |   |      |      |
| Cozmin Gușă | 28–29 Dic 2024   | —       | 39.0           | 9.0            | —          | —          | —           | 17.0          | 14.0     | 9.0            | 5.0          | —         | 7.0  |   |   |      |      |
| Nicușor Dan | Diciembre 2024   | —       | 40.0           | 8.0            | —          | —          | —           | 24.0          | 18.0     | —              | —            | —         | 10.0 |   |   |      |      |

## Resultados

### Primera vuelta
|  | 40.96 % |

|  | 20.99 % |

|  | 20.07 % |

|  | 13.04 % |

|  | 2.68 % |

|  | 0.64 % |

|  | 0.53 % |

|  | 0.39 % |

|  | 0.28 % |

|  | 0.23 % |

|  | 0.18 % |

|  | 98.52 % |

|  | 1.48 % |

|  | 100.00 % |

|  | 53.21 % |

#### Resultados por distrito
| Județ                                  | Simion  | Simion | Dan     | Dan    | Antonescu | Antonescu | Ponta   | Ponta  | Lasconi | Lasconi | Otros  | Otros | Total   |      |         |
| Județ                                  | Votos   | %      | Votos   | %      | Votos     | %         | Votos   | %      | Votos   | %       | Votos  | %     | Total   |      |         |
| -------------------------------------- | ------- | ------ | ------- | ------ | --------- | --------- | ------- | ------ | ------- | ------- | ------ | ----- | ------- | ---- | ------- |
| Județ                                  | Alba    | 65 369 | 43,45   | 26 138 | 17,38     | 32 276    | 21,46   | 19 137 | 12,72   | 3 613   | 2,40   | 3 901 | Total   | 2,59 | 150 434 |
| Arad                                   | 79 460  | 46,66  | 27 131  | 15,93  | 33 219    | 19,51     | 21 272  | 12,49  | 4 333   | 2,54    | 4 880  | 2,87  | 170 295 |      |         |
| Argeș                                  | 118 704 | 43,32  | 39 025  | 14,24  | 48 449    | 17,68     | 51 774  | 18,89  | 10 587  | 3,86    | 5 493  | 2,00  | 274 032 |      |         |
| Bacău                                  | 106 495 | 44,52  | 38 131  | 15,94  | 45 019    | 18,82     | 34 559  | 14,45  | 8 096   | 3,38    | 6 884  | 2,88  | 239 184 |      |         |
| Bihor                                  | 74 768  | 31,62  | 33 191  | 14,04  | 89 273    | 37,76     | 28 311  | 11,97  | 4 908   | 2,08    | 5 984  | 2,53  | 236 435 |      |         |
| Bistrița-Năsăud                        | 49 225  | 44,39  | 17 336  | 15,63  | 23 152    | 20,88     | 16 215  | 14,62  | 2 338   | 2,11    | 2 624  | 2,37  | 110 890 |      |         |
| Botoșani                               | 63 780  | 45,68  | 16 203  | 11,61  | 25 441    | 18,22     | 27 428  | 19,65  | 3 202   | 2,29    | 3 555  | 2,55  | 139 609 |      |         |
| Brăila                                 | 55 204  | 45,26  | 16 412  | 13,46  | 22 007    | 18,04     | 22 476  | 18,43  | 2 638   | 2,16    | 3 229  | 2,65  | 121 966 |      |         |
| Brașov                                 | 89 147  | 33,39  | 83 162  | 31,15  | 45 264    | 16,95     | 33 431  | 12,52  | 8 693   | 3,26    | 7 316  | 2,74  | 267 013 |      |         |
| Bucarest                               | 220 823 | 24,80  | 361 497 | 40,59  | 153 909   | 17,28     | 110 723 | 12,43  | 24 411  | 2,74    | 19 231 | 2,16  | 890 594 |      |         |
| Buzău                                  | 73 502  | 41,18  | 23 797  | 13,33  | 40 088    | 22,46     | 33 149  | 18,57  | 3 783   | 2,12    | 4 156  | 2,33  | 178 475 |      |         |
| Călărași                               | 56 015  | 47,90  | 12 790  | 10,94  | 26 979    | 23,07     | 16 347  | 13,98  | 2 303   | 1,97    | 2 508  | 2,14  | 116 942 |      |         |
| Caraș-Severin                          | 49 643  | 46,35  | 12 172  | 11,36  | 22 575    | 21,08     | 17 824  | 16,64  | 2 444   | 2,28    | 2 446  | 2,28  | 107 104 |      |         |
| Cluj                                   | 95 088  | 27,88  | 121 072 | 35,49  | 72 039    | 21,12     | 34 406  | 10,09  | 9 926   | 2,91    | 8 589  | 2,52  | 341 120 |      |         |
| Constanța                              | 138 867 | 44,29  | 69 892  | 22,29  | 47 692    | 15,21     | 39 589  | 12,63  | 9 333   | 2,98    | 8 151  | 2,60  | 313 524 |      |         |
| Covasna                                | 10 885  | 16,16  | 7 238   | 10,74  | 41 683    | 61,87     | 4 747   | 7,05   | 1 270   | 1,88    | 1 553  | 2,30  | 67 376  |      |         |
| Dâmbovița                              | 94 562  | 46,03  | 30 065  | 14,63  | 33 617    | 16,36     | 37 623  | 18,31  | 5 072   | 2,47    | 4 497  | 2,19  | 205 436 |      |         |
| Dolj                                   | 106 379 | 39,36  | 38 908  | 14,40  | 72 468    | 26,81     | 42 217  | 15,62  | 5 366   | 1,99    | 4 934  | 1,83  | 270 272 |      |         |
| Galați                                 | 88 679  | 41,55  | 37 976  | 17,80  | 40 736    | 19,09     | 34 383  | 16,11  | 5 723   | 2,68    | 5 907  | 2,77  | 213 404 |      |         |
| Giurgiu                                | 51 953  | 41,75  | 11 561  | 9,29   | 39 262    | 31,55     | 17 031  | 13,69  | 2 190   | 1,76    | 2 450  | 1,97  | 124 447 |      |         |
| Gorj                                   | 71 744  | 49,54  | 14 338  | 9,90   | 22 930    | 15,83     | 30 925  | 21,35  | 2 507   | 1,73    | 2 385  | 1,65  | 144 829 |      |         |
| Harghita                               | 9 693   | 8,96   | 8 573   | 7,92   | 80 764    | 74,62     | 5 224   | 4,83   | 1 733   | 1,60    | 2 250  | 2,08  | 108 237 |      |         |
| Hunedoara                              | 75 213  | 44,15  | 23 460  | 13,77  | 31 093    | 18,25     | 30 804  | 18,08  | 5 397   | 3,17    | 4 387  | 2,58  | 170 354 |      |         |
| Ialomița                               | 45 928  | 47,23  | 12 558  | 12,91  | 18 271    | 18,79     | 16 268  | 16,73  | 2 152   | 2,21    | 2 068  | 2,13  | 97 245  |      |         |
| Iași                                   | 122 412 | 36,18  | 96 467  | 28,51  | 54 692    | 16,16     | 46 474  | 13,73  | 9 696   | 2,87    | 8 641  | 2,55  | 338 382 |      |         |
| Ilfov                                  | 104 985 | 36,12  | 80 871  | 27,82  | 59 981    | 20,64     | 30 703  | 10,56  | 8 016   | 2,76    | 6 089  | 2,09  | 290 645 |      |         |
| Maramureș                              | 73 152  | 43,40  | 30 923  | 18,35  | 31 935    | 18,95     | 23 827  | 14,14  | 4 610   | 2,74    | 4 101  | 2,43  | 168 548 |      |         |
| Mehedinți                              | 46 099  | 41,38  | 7 878   | 7,07   | 34 312    | 30,80     | 19 220  | 17,25  | 2 031   | 1,82    | 1 863  | 1,67  | 111 403 |      |         |
| Mureș                                  | 64 861  | 31,93  | 35 853  | 17,65  | 71 383    | 35,14     | 21 803  | 10,73  | 4 699   | 2,31    | 4 517  | 2,22  | 203 116 |      |         |
| Neamț                                  | 86 293  | 45,41  | 30 479  | 16,04  | 31 800    | 16,73     | 30 502  | 16,05  | 5 539   | 2,91    | 5 423  | 2,85  | 190 036 |      |         |
| Olt                                    | 80 024  | 44,30  | 15 790  | 8,74   | 46 844    | 25,93     | 31 080  | 17,20  | 3 600   | 1,99    | 3 311  | 1,83  | 180 649 |      |         |
| Prahova                                | 134 799 | 41,68  | 65 224  | 20,17  | 53 232    | 16,46     | 52 266  | 16,16  | 9 510   | 2,94    | 8 396  | 2,60  | 323 427 |      |         |
| Sălaj                                  | 31 422  | 34,21  | 13 028  | 14,18  | 30 703    | 33,43     | 11 933  | 12,99  | 2 298   | 2,50    | 2 460  | 2,68  | 91 844  |      |         |
| Satu Mare                              | 37 568  | 33,89  | 13 724  | 12,38  | 42 231    | 38,09     | 12 255  | 11,05  | 2 804   | 2,53    | 2 286  | 2,06  | 110 868 |      |         |
| Sibiu                                  | 70 877  | 39,34  | 51 737  | 28,72  | 30 856    | 17,13     | 16 684  | 9,26   | 5 387   | 2,99    | 4 625  | 2,57  | 180 166 |      |         |
| Suceava                                | 124 671 | 48,55  | 36 556  | 14,24  | 43 741    | 17,03     | 40 464  | 15,76  | 5 040   | 1,96    | 6 311  | 2,46  | 256 783 |      |         |
| Teleorman                              | 57 099  | 40,71  | 12 062  | 8,60   | 41 408    | 29,52     | 24 439  | 17,42  | 2 547   | 1,82    | 2 707  | 1,93  | 140 262 |      |         |
| Timiș                                  | 116 399 | 37,99  | 87 880  | 28,68  | 49 726    | 16,23     | 33 168  | 10,83  | 11 030  | 3,60    | 8 176  | 2,67  | 306 379 |      |         |
| Tulcea                                 | 42 864  | 51,19  | 12 349  | 14,75  | 13 562    | 16,20     | 10 985  | 13,12  | 1 977   | 2,36    | 1 990  | 2,38  | 83 727  |      |         |
| Vâlcea                                 | 68 906  | 44,39  | 21 173  | 13,64  | 29 430    | 18,96     | 29 338  | 18,90  | 3 125   | 2,01    | 3 274  | 2,11  | 155 246 |      |         |
| Vaslui                                 | 60 879  | 44,45  | 18 311  | 13,37  | 26 087    | 19,05     | 23 927  | 17,47  | 4 064   | 2,97    | 3 703  | 2,70  | 136 971 |      |         |
| Vrancea                                | 61 135  | 44,76  | 19 448  | 14,24  | 27 531    | 20,15     | 22 045  | 16,14  | 3 222   | 2,36    | 3 218  | 2,36  | 136 599 |      |         |
| Diáspora                               | 587 190 | 60,79  | 247 388 | 25,61  | 65 270    | 6,76      | 23 188  | 2,40   | 31 508  | 3,26    | 11 462 | 1,19  | 966 006 |      |         |
| Fuente: Autoridad Electoral Permanente |         |        |         |        |           |           |         |        |         |         |        |       |         |      |         |

### Segunda vuelta
|  | 53.60 % |

|  | 46.40 % |

|  | 98.85 % |

|  | 1.15 % |

|  | 100.00 % |

|  | 64.72 % |

#### Resultados por distrito
| Județ                                  | Dan     | Dan    | Simion  | Simion | Total     |         |
| Județ                                  | Votos   | %      | Votos   | %      | Total     | Votos   |
| -------------------------------------- | ------- | ------ | ------- | ------ | --------- | ------- |
| Județ                                  | Alba    | 90 248 | 51,70   | 84 307 | 48,30     | 174 555 |
| Arad                                   | 96 744  | 47,74  | 105 901 | 52,26  | 202 645   |         |
| Argeș                                  | 144 461 | 47,06  | 162 489 | 52,94  | 306 950   |         |
| Bacău                                  | 132 761 | 48,86  | 138 940 | 51,14  | 271 701   |         |
| Bihor                                  | 182 029 | 63,64  | 103 995 | 36,36  | 286 024   |         |
| Bistrița-Năsăud                        | 65 653  | 49,64  | 66 610  | 50,36  | 132 263   |         |
| Botoșani                               | 73 170  | 45,61  | 87 243  | 54,39  | 160 413   |         |
| Brașov                                 | 199 023 | 62,69  | 118 474 | 37,31  | 317 497   |         |
| Brăila                                 | 62 978  | 45,64  | 75 009  | 54,36  | 137 987   |         |
| Bucarest                               | 597 962 | 69,23  | 265 720 | 30,77  | 863 682   |         |
| Buzău                                  | 99 466  | 49,58  | 101 161 | 50,42  | 200 627   |         |
| Caraș-Severin                          | 48 785  | 42,41  | 66 237  | 57,59  | 115 022   |         |
| Călărași                               | 55 059  | 41,88  | 76 416  | 58,12  | 131 475   |         |
| Cluj                                   | 298 313 | 70,16  | 126 885 | 29,84  | 425 198   |         |
| Constanța                              | 180 853 | 50,47  | 177 458 | 49,53  | 358 311   |         |
| Covasna                                | 85 153  | 84,42  | 15 721  | 15,58  | 100 874   |         |
| Dâmbovița                              | 107 476 | 45,70  | 127 676 | 54,30  | 235 152   |         |
| Dolj                                   | 149 161 | 51,01  | 143 278 | 48,99  | 292 439   |         |
| Galați                                 | 126 042 | 51,96  | 116 516 | 48,04  | 242 558   |         |
| Giurgiu                                | 59 717  | 43,99  | 76 035  | 56,01  | 135 752   |         |
| Gorj                                   | 59 804  | 38,52  | 95 439  | 61,48  | 155 243   |         |
| Harghita                               | 142 248 | 90,78  | 14 439  | 9,22   | 156 687   |         |
| Hunedoara                              | 87 301  | 46,43  | 100 733 | 53,57  | 188 034   |         |
| Ialomița                               | 49 924  | 44,43  | 62 448  | 55,57  | 112 372   |         |
| Iași                                   | 232 461 | 58,75  | 163 233 | 41,25  | 395 694   |         |
| Ilfov                                  | 197 499 | 56,96  | 149 226 | 43,04  | 346 725   |         |
| Maramureș                              | 102 658 | 51,21  | 97 812  | 48,79  | 200 470   |         |
| Mehedinți                              | 50 656  | 44,00  | 64 463  | 56,00  | 115 119   |         |
| Mureș                                  | 172 218 | 67,02  | 84 764  | 32,98  | 256 982   |         |
| Neamț                                  | 102 270 | 47,53  | 112 895 | 52,47  | 215 165   |         |
| Olt                                    | 80 832  | 43,00  | 107 130 | 57,00  | 187 962   |         |
| Prahova                                | 196 928 | 52,24  | 180 022 | 47,76  | 376 950   |         |
| Satu Mare                              | 89 328  | 63,51  | 51 327  | 36,49  | 140 655   |         |
| Sălaj                                  | 67 460  | 62,19  | 41 016  | 37,81  | 108 476   |         |
| Sibiu                                  | 126 977 | 58,55  | 89 905  | 41,45  | 216 882   |         |
| Suceava                                | 123 749 | 42,39  | 168 180 | 57,61  | 291 929   |         |
| Teleorman                              | 69 572  | 46,48  | 80 095  | 53,52  | 149 667   |         |
| Timiș                                  | 216 694 | 58,37  | 154 517 | 41,63  | 371 211   |         |
| Tulcea                                 | 40 054  | 41,67  | 56 058  | 58,33  | 96 112    |         |
| Vaslui                                 | 76 977  | 48,68  | 81 139  | 51,32  | 158 116   |         |
| Vâlcea                                 | 81 224  | 46,32  | 94 114  | 53,68  | 175 338   |         |
| Vrancea                                | 71 889  | 47,18  | 80 476  | 52,82  | 152 365   |         |
| Diáspora                               | 720 996 | 44,14  | 912 553 | 55,86  | 1 633 549 |         |
| Fuente: Autoridad Electoral Permanente |         |        |         |        |           |         |